# Manjaro
Manjaro (/mænˈdʒɑːroʊ/) este o distribuție Linux liberă cu sursă deschisă  bazată pe sistemul de operare Arch Linux. Manjaro are un focus pe prietenia de utilizare și accesibilitate, și sistemul însuși e proiectat să lucreze total "direct din cutie" cu varietatea sa de programe preinstalate. Acesta prezintă un model de actualizare cu eliberare încontinuu și utilizează Pacman ca gestionarul său de pachete.